# Wereldkampioenschap superbike van Laguna Seca 2003
Het wereldkampioenschap superbike van Laguna Seca 2003 was de achtste ronde van het wereldkampioenschap superbike 2003. De races werden verreden op 13 juli 2003 op Laguna Seca nabij Monterey, Californië, Verenigde Staten. Tijdens het weekend kwam enkel het WK superbike in actie, het wereldkampioenschap Supersport was niet aanwezig op het circuit.

## Superbike

### Race 1
| Pos | Nr  | Rijder              | Constructeur | Rondes | Tijd         | Grid | Punten |
| --- | --- | ------------------- | ------------ | ------ | ------------ | ---- | ------ |
| 1   | 7   | Pierfrancesco Chili | Ducati       | 28     | 40:35.653    | 3    | 25     |
| 2   | 100 | Neil Hodgson        | Ducati       | 28     | +3.068       | 8    | 20     |
| 3   | 52  | James Toseland      | Ducati       | 28     | +6.072       | 6    | 16     |
| 4   | 66  | Mat Mladin          | Suzuki       | 28     | +12.322      | 1    | 13     |
| 5   | 9   | Chris Walker        | Ducati       | 28     | +21.605      | 9    | 11     |
| 6   | 120 | Aaron Yates         | Suzuki       | 28     | +21.891      | 4    | 10     |
| 7   | 15  | Giovanni Bussei     | Ducati       | 28     | +27.068      | 12   | 9      |
| 8   | 4   | Troy Corser         | Petronas     | 28     | +49.287      | 14   | 8      |
| 9   | 6   | Mauro Sanchini      | Kawasaki     | 28     | +49.679      | 15   | 7      |
| 10  | 20  | Marco Borciani      | Ducati       | 28     | +50.261      | 18   | 6      |
| 11  | 33  | Juan Borja          | Ducati       | 28     | +1:17.878    | 17   | 5      |
| 12  | 91  | Walter Tortoroglio  | Honda        | 27     | +1 ronde     | 22   | 4      |
| 13  | 26  | Luca Pedersoli      | Ducati       | 27     | +1 ronde     | 21   | 3      |
| DNF | 10  | Gregorio Lavilla    | Suzuki       | 22     | Ongeluk      | 5    |        |
| DNF | 55  | Régis Laconi        | Ducati       | 16     | Ongeluk      | 2    |        |
| DNF | 11  | Rubén Xaus          | Ducati       | 11     | Ongeluk      | 7    |        |
| DNF | 99  | Steve Martin        | Ducati       | 11     | Ongeluk      | 11   |        |
| DNF | 19  | Lucio Pedercini     | Ducati       | 11     | Ongeluk      | 13   |        |
| DNF | 48  | David García        | Ducati       | 4      | Uitgevallen  | 16   |        |
| DNF | 23  | Jiří Mrkývka        | Ducati       | 4      | Uitgevallen  | 23   |        |
| DNF | 8   | James Haydon        | Petronas     | 1      | Ongeluk      | 20   |        |
| DNF | 5   | Ivan Clementi       | Kawasaki     | 1      | Ongeluk      | 19   |        |
| DNS | 32  | Eric Bostrom        | Kawasaki     | 0      | Niet gestart | 10   |        |

### Race 2
| Pos | Nr  | Rijder              | Constructeur | Rondes | Tijd         | Grid | Punten |
| --- | --- | ------------------- | ------------ | ------ | ------------ | ---- | ------ |
| 1   | 11  | Rubén Xaus          | Ducati       | 28     | 40:43.876    | 7    | 25     |
| 2   | 100 | Neil Hodgson        | Ducati       | 28     | +11.565      | 8    | 20     |
| 3   | 9   | Chris Walker        | Ducati       | 28     | +13.064      | 9    | 16     |
| 4   | 55  | Régis Laconi        | Ducati       | 28     | +15.560      | 2    | 13     |
| 5   | 10  | Gregorio Lavilla    | Suzuki       | 28     | +16.354      | 5    | 11     |
| 6   | 15  | Giovanni Bussei     | Ducati       | 28     | +19.685      | 12   | 10     |
| 7   | 33  | Juan Borja          | Ducati       | 28     | +33.494      | 17   | 9      |
| 8   | 6   | Mauro Sanchini      | Kawasaki     | 28     | +35.564      | 15   | 8      |
| 9   | 20  | Marco Borciani      | Ducati       | 28     | +35.859      | 18   | 7      |
| 10  | 19  | Lucio Pedercini     | Ducati       | 28     | +39.330      | 13   | 6      |
| DNF | 5   | Ivan Clementi       | Kawasaki     | 27     | Uitgevallen  | 19   |        |
| DNF | 120 | Aaron Yates         | Suzuki       | 24     | Ongeluk      | 4    |        |
| DNF | 52  | James Toseland      | Ducati       | 17     | Uitgevallen  | 6    |        |
| DNF | 26  | Luca Pedersoli      | Ducati       | 17     | Uitgevallen  | 21   |        |
| DNF | 4   | Troy Corser         | Petronas     | 14     | Uitgevallen  | 14   |        |
| DNF | 23  | Jiří Mrkývka        | Ducati       | 4      | Ongeluk      | 23   |        |
| DNF | 8   | James Haydon        | Petronas     | 3      | Ongeluk      | 20   |        |
| DNF | 91  | Walter Tortoroglio  | Honda        | 3      | Ongeluk      | 22   |        |
| DNF | 48  | David García        | Ducati       | 2      | Uitgevallen  | 16   |        |
| DNF | 99  | Steve Martin        | Ducati       | 0      | Uitgevallen  | 11   |        |
| DNF | 7   | Pierfrancesco Chili | Ducati       | 0      | Ongeluk      | 3    |        |
| DNS | 66  | Mat Mladin          | Suzuki       | 0      | Niet gestart | 1    |        |
| DNS | 32  | Eric Bostrom        | Kawasaki     | 0      | Niet gestart | 10   |        |

## Tussenstanden na wedstrijd

### Superbike
| Pos | Nr  | Rijder           | Team   | Punten |
| --- | --- | ---------------- | ------ | ------ |
| 1   | 100 | Neil Hodgson     | Ducati | 355    |
| 2   | 11  | Rubén Xaus       | Ducati | 233    |
| 3   | 52  | James Toseland   | Ducati | 201    |
| 4   | 55  | Régis Laconi     | Ducati | 187    |
| 5   | 10  | Gregorio Lavilla | Suzuki | 166    |

1995 · 1996 · 1997 · 1998 · 1999 · 2000 · 2001 · 2002 · 2003 · 2004 · 2013 · 2014 · 2015 · 2016 · 2017 · 2018 · 2019